# Nemesbük, Zala
Nemesbük  este un sat în districtul Keszthely, județul Zala, Ungaria, având o populație de 701 locuitori (2011). 

## Demografie
Componența etnică a satului Nemesbük
     Maghiari (86,62%)
     Germani (9,92%)
     Romi (1,5%)
     Necunoscut (1,35%)
     Români (0,6%)
     Alții (1,35%)
Componența confesională a satului Nemesbük
     Romano-catolici (60,77%)
     Fără religie (6,28%)
     Reformați (3,14%)
     Luterani (1,71%)
     Necunoscută (27,67%)
     Greco-catolici (0,43%)
     Alte religii (2%)
Conform recensământului din 2011, satul Nemesbük avea 701 locuitori. Din punct de vedere etnic, majoritatea locuitorilor (86,62%) erau maghiari, existând și minorități de germani (9,92%) și romi (1,5%). Apartenența etnică nu este cunoscută în cazul a 1,35% din locuitori.  Din punct de vedere confesional, majoritatea locuitorilor (60,77%) erau romano-catolici, existând și minorități de persoane fără religie (6,28%), reformați (3,14%) și luterani (1,71%). Pentru 27,67% din locuitori nu este cunoscută apartenența confesională.